# Princepsi
Princepsi so bili pripadniki rimske vojske, ki so skupaj s hastati vse do Marijevih reform predstavljali jedro rimske vojske.
Oboroženi so bili z dvema kopjema, piluma, in z mečem, gladijem. Poleg tega so bili opremljeni z velikim ščitom, scutumom, ki je bil jajčaste oblike in je segel nekako do ramen povprečnega legionarja, kovinsko čelado cassis, ki je prekrivala skoraj celoten obraz, in manjšim prsnim oklepom. Princepsi so predstavljali drugo bojno črto v klasičnem bojnem razporedu rimske vojske. Stali so za hastati in pred triari. V primeru, da je prva vrsta hastatov popustila, je tribun poslal princepse naprej.
V času rimske republike so princepsi sestavljali 20 centurij (v vsaki po 60 princepsov) posamezne rimske legije; od 4.200 legionarjev je bilo 1.200 triarijev.